# Oratha
Oratha là một chi bướm đêm thuộc họ Geometridae.